# Hispaniae schola musica sacra
Hispaniae schola musica sacra ist eine große Sammlung spanischer Vokalpolyphonie und Orgelwerke des 15. bis 18. Jahrhunderts. Sie wurde mit historisch-biographischen Anmerkungen herausgegeben von Felipe Pedrell (1841–1922). Sie erschien in 8 Bänden in Barcelona-Leipzig (1894–98). Neben dieser Neuausgabe älterer spanischer Kirchenmusik machte der Herausgeber auch durch eine Opernreihe (Teatro lírico español anterior al siglo XIX, bis 1900: 4 Bde.) auf sich aufmerksam.

## Inhaltsübersicht
- I, Cristóbal de Morales, Composiciones (Officium defunctorum, 2 Magnificat, Responsorien u. Motetten, insgesamt 10 Werke);
- II, Francisco Guerrero, Composiciones (Magnificat primi toni, Salve regina, 2 Passionen u. 3 Motetten);
- III-IV u. VII-VIII, Antonio de Cabezón, Composiciones (das gesamte bis dahin bekannte und ihm zugeschriebene Orgelwerk);
- V, Ginés Pérez de la Parra, Composiciones (Auswahl von 11 Werken aus den in der Kathedrale von Valencia handschriftlich aufbewahrten Stücken);
- VI, Fr. Thomas a Sancta Maria (Psalmodia variata), Anonymi (Falso bordone, Aliqui psalmi modulati, Psalmodia modulata), Francisco Guerrero (Falso bordone), Thome Ludovici a Victoria (Falso bordone), Rodrigo de Ceballos (Psalmodia modulata).